# Gleithörnchen
Die Gleithörnchen (Pteromyini, aus griechisch πτερο- ptero- ‚Flügel-‘, und μῦς mys ‚Maus‘) sind eine Tribus der Hörnchen (Sciuridae). Zwischen ihren Vorder- und Hinterbeinen spannt sich eine Gleithaut, die wie ein Wingsuit wirkt, wenn sie von einem Ast springen. Obwohl sie nicht fliegen können, werden sie auch Flughörnchen genannt.

## Merkmale
Gleithörnchen reichen in ihrer Größe von den wenige Zentimeter großen Kleinstgleithörnchen mit einem Gewicht von etwa 25 Gramm bis zu den Riesengleithörnchen, die mit einem Gewicht von etwa 1,5 Kilogramm zu den größten Hörnchenarten gehören. Das gemeinsame Hauptmerkmal der Gleithörnchen ist die Gleithaut, die sich zwischen den Vorder- und Hinterbeinen sowie dem Schwanz befindet und die sich zum Gleitflug nach dem Absprung aufspannen lässt. Sie wird an der Handwurzel von einem sichelförmigen Knochen gespannt und reicht von hier bis zum Fußgelenk des Hinterbeins. Der Schwanz ist immer lang, breit und buschig und dient als Steuer. Auf diese Weise können Gleithörnchen Strecken von bis zu 50 m zurücklegen. Bei den Riesengleithörnchen wurden im Einzelfall und unter günstigen Bedingungen sogar 450 m gemessen. Vor der Landung drehen Gleithörnchen ihre Körperachse, so dass sie senkrecht zum Boden stehen und mit Hilfe der weit gespreizten Gleithaut abbremsen. Mit weit gekrümmtem Körper und abstehendem Schwanz landen die Gleithörnchen mit allen vieren auf der Unterlage, die ihr Ziel ist. Gleithörnchen können mit Hilfe ihres Schwanzes sogar im Flug die Richtung ändern.
Die Gleitfähigkeit hat sich unter den Säugetieren mehrmals unabhängig voneinander entwickelt, und es gibt weitere Gruppen gleitfähiger Tiere, die mit den Gleithörnchen nicht verwandt sind. Zu diesen Tieren, die in konvergenter Evolution ganz ähnliche Lebensweisen wie die Gleithörnchen entwickelt haben, zählen die Gleitbeutler, die Zwerggleitbeutler, die Riesengleitbeutler, die Riesengleiter und die Dornschwanzhörnchen. Anders als diese, die sich in der Regel nur in wenigen Arten und regional begrenzt etablieren konnten, sind die Gleithörnchen sehr artenreich und kommen auf mehreren Kontinenten vor.
Alle Gleithörnchen haben kräftige Krallen, die sie zum sicheren Klettern befähigen. Sie haben an den Vorderbeinen vier und an den Hinterbeinen fünf Zehen. Der Kopf ist rund und niemals spitz zulaufend. Die großen Augen zeugen von der nachtaktiven Lebensweise.

## Lebensweise

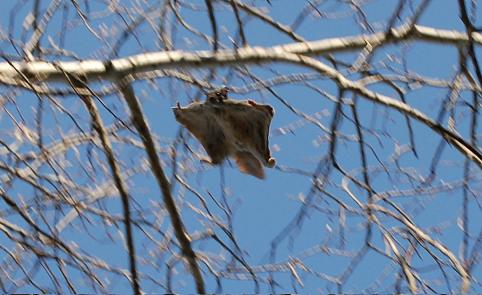
Springendes Nördliches Gleithörnchen

Gleithörnchen sind Waldbewohner. Man trifft sie niemals in offenen Landschaften, da sie hier ihre Gleitfähigkeit aufgrund der fehlenden Absprungmöglichkeiten nicht nutzen könnten. Meistens sind sie, im Gegensatz zu den Baumhörnchen, in der Regel dämmerungs- und nachtaktiv. Sie klettern rasch in den Bäumen, können aber keine weiten Sprünge wie die Baumhörnchen vollführen; auch am Boden sind sie sehr ungelenk, da die Gleithaut bei den Bewegungen behindert. Die Nahrung besteht wie auch bei anderen Hörnchen aus Nüssen und Früchten, nebenbei werden auch Insekten gefressen.
Ein Nest wird meistens in einer Baumhöhle, gelegentlich auch im Geäst gebaut. In diesem Nest schlafen sie und ziehen ihre Jungen auf. Die Lebensdauer kann bei manchen Arten 13 Jahre betragen, ist aber meistens kürzer. Durch ihre Gleitfähigkeit gelingt es Gleithörnchen oft, baumbewohnenden Räubern wie Mardern zu entkommen, allerdings sind sie gegenüber Greifvögeln und Eulen im Nachteil. In Südostasien hat sich die Maskeneule regelrecht auf die Jagd auf Gleithörnchen spezialisiert.

## Verbreitung
Gleithörnchen kommen in Nordamerika, Europa und Asien vor, der Schwerpunkt ihres Verbreitungsgebiets liegt dabei eindeutig auf Süd-, Ost- und Südostasien. Vor allem in der indonesischen Inselwelt gibt es einen bemerkenswerten Artenreichtum; viele dieser Arten sind kaum erforscht und es werden auch regelmäßig neue Arten entdeckt und beschrieben.
Im Gegensatz zu den Baum- und Erdhörnchen kommen Gleithörnchen nicht in Afrika und Südamerika vor und konnten dort auch nicht fossil nachgewiesen werden.

## Systematik

### Externe Systematik
Die Zugehörigkeit der Gleithörnchen zur Familie der Hörnchen ist unbestritten, obwohl ältere Literatur die Hypothese aufgeworfen hat, dass sich die Gleithörnchen auch unabhängig von anderen Hörnchen aus einer Gruppe fossiler Paramyidae entwickelt haben könnten. In vielen Systematiken wurden sie als Unterfamilie geführt, in der sie allen anderen als Sammelgruppe aus Erd- und Baumhörnchen (Sciurinae) zusammengefassten Arten gegenübergestellt wurden. Während selbst manche Kladistiker es lange für möglich hielten, dass beide Taxa monophyletische Schwestergruppen seien, wurde dies von anderen bezweifelt. Steppan, Storz und Hoffmann kamen 2003 in ihren DNA-Analysen zu dem Schluss, dass die Erd- und Baumhörnchen ein paraphyletisches Taxon seien und die Gleithörnchen aus diesen hervorgegangen sein müssten. Gleithörnchen und Baumhörnchen (einschließlich der Rothörnchen) bilden ihren Untersuchungen zufolge eine gemeinsame Klade; hierin sind die Gleithörnchen die Schwestergruppe der Baumhörnchen. Die Monophylie der Gleithörnchen wurde in der Studie belegt.

### Taxonomiegeschichte
Die taxonomische Geschichte der Flughörnchen ist verworren. Carl von Linné beschrieb in seiner Systema naturae 1758 zwei Arten von Gleithörnchen, die er unterschiedlichen Gattungen zuordnete. So beschrieb er das Europäische Flughörnchen (Pteromys volans) als Sciurus volans innerhalb der Eichhörnchen und das nordamerikanische Gleithörnchen (Glaucomys volans) als Mus volans innerhalb der Mäuse. Weil er ihnen beiden den Artnamen volans gab, wurde die nordamerikanische Art durch Peter Simon Pallas 1778 umbenannt in Sciurus volucella und behielt diesen Artnamen bis 1915. Im Laufe des 18. Jahrhunderts wurden weitere vier Gleithörnchen beschrieben, drei davon in der Gattung Sciurus und die vierte 1795 durch Heinrich Friedrich Link in eine neue Gattung Petaurista, wobei dieser Name allerdings für lange Zeit verschollen war. Im Jahr 1800 führte Georges Cuvier den Namen Pteromys für die Flughörnchen ein und trennte sie damit von den nicht gleitenden Eichhörnchen der Gattung Sciurus. 1825 etablierte sein Bruder Frédéric Cuvier zusätzlich den Namen Sciuropterus und nutzte diesen ebenfalls für die Gleithörnchen. Fast alle der 77 Arten von Flughörnchen, die im 19. Jahrhundert beschrieben wurden, bekamen entsprechend einen dieser beiden Namen als Gattungsnamen. Anfänglich wurde Pteromys vor allem für die größeren asiatischen Gleithörnchen genutzt und Sciuropterus für alle kleinen bis mittelgroßen Arten, wobei auch die beiden bereits Linné bekannten Arten zu Sciuropterus volans (Linnaeus, 1758) und Sciuropterus volucella (Pallas, 1778) wurden. Eine Ausnahme stellte das 1888 von Oldfield Thomas beschriebene Felsgleithörnchen Eupetaurus cinereus dar, wodurch Eupetaurus als dritte Gattung der Gleithörnchen akzeptiert wurde. Charles Immanuel Forsyth Major stellte 1893 in seinem Werk zu fossilen Hörnchen und zur Systematik der Hörnchen entsprechend diese drei Gattungen als Unterfamilie Pteromyinae zusammen, wobei die Riesengleithörnchen der Gattung Pteromys zugeschlagen wurden. 1896 re-etablierte Thomas für diese Arten den bereits durch Link 1795 eingeführten Namen Petaurista.
1908 platzierte Pierre Heude das 1876 von Henri Milne Edwards beschriebene Komplexzahn-Gleithörnchen in die von ihm neu geschaffene Gattung Trogopterus und 1908 trennte Oldfield Thomas die mittlerweile sehr formenreiche Gattung Sciuropterus in mehrere neue Gattungen und Untergattungen auf. Dabei beschrieb er neben Trogopterus und Sciuropterus die neuen Gattungen Iomys, Belomys, Pteromyscus und Petaurillus sowie innerhalb der Gattung Sciuropterus die Untergattungen Glaucomys, Hylopetes und Petinomys, die heute als eigenständige Gattungen betrachtet werden. 1915 ordnete Arthur Holmes Howell zudem das 1837 von John Edward Gray beschriebene Kaschmir-Gleithörnchen in die neue Gattung Eoglaucomys ein und grenzte es damit von Glaucomys ab, die er in den Gattungsrang erhob. Zugleich grenzte er die eurasischen Arten vollends von den nordamerikanischen Arten ab, sodass Sciuropterus volucella (Pallas, 1778) nun zu Glaucomys volans (Linnaeus, 1758) wurde und damit wieder den ursprünglich von Linné eingeführten Artnamen erhielt. Sciuropterus wurde kurz darauf mit dem älteren Namen Pteromys zusammengeführt und synonymisiert.
Durch Reginald Innes Pocock wurden 1923 auch Hylopetes und Petinomys in den Gattungsrang erhoben. 1947 führte John Reeves Ellerman die Gattungen Eoglaucomys und Hylopetes zusammen und ordnete das Kaschmir-Gleithörnchen entsprechend als Hylopetes-Art, durch die Arbeiten von Richard W. Thorington und weiterer Zoologen wurde Eoglaucomys jedoch ab 1996 wieder als eigenständige Gattung etabliert. 1981 beschrieb der indische Zoologe Subhendu Sekhar Saha mit Biswamoyopterus zudem eine vollständig neue Gattung auf der Basis eines in Nordindien gefangenen Gleithörnchens.

### Interne Systematik

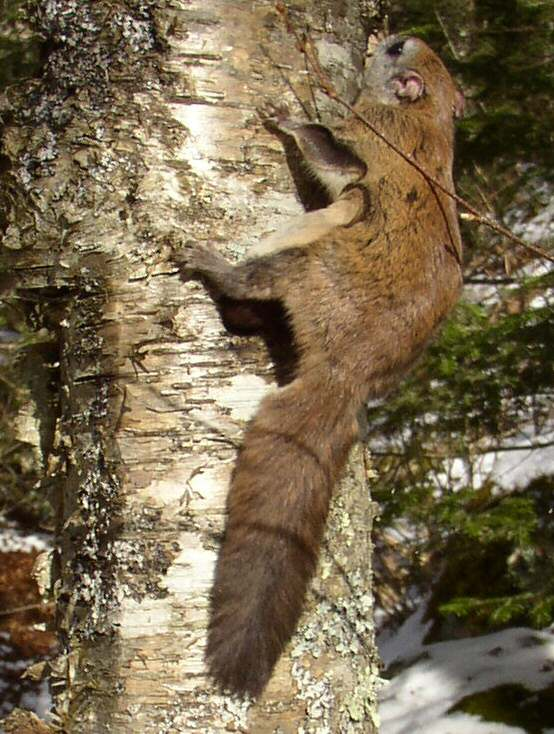
Nördliches Gleithörnchen (Glaucomys sabrinus)

Thorington et al. 2012 übernahmen die Ergebnisse der vorliegenden Arbeiten und die darauf aufbauende Systematik in ihrem Standardwerk Squirrels of the World und sie wurde auch im 2016 erschienenen Handbook of the Mammals of the World übernommen. Innerhalb der Gleithörnchen sind heute mehr als 50 Arten in insgesamt 16 Gattungen bekannt, von denen einige aus nur einer einzigen Art bestehen. Dabei wird auch heute noch regelmäßig die Systematik überarbeitet und es werden auch neue Arten beschrieben, so etwa 2019 das Gaoligong-Gleithörnchen (Biswamoyopterus gaoligongensis Li et al., 2019).
Nach aktuellem Stand werden folgende Gattungen unterschieden:
- Furchenzahn-Gleithörnchen (Aeretes)
- Schwarze Gleithörnchen (Aeromys)
- Haarfuß-Gleithörnchen (Belomys)
- Biswamoyopterus
- Kaschmir-Gleithörnchen (Eoglaucomys)
- Eupetaurus
- Neuweltliche Gleithörnchen (Glaucomys)
- Pfeilschwanz-Gleithörnchen (Hylopetes)
- Iomys
- Olisthomys[10]
- Kleinstgleithörnchen (Petaurillus)
- Riesengleithörnchen (Petaurista)
- Zwerggleithörnchen (Petinomys)
- Echte Gleithörnchen (Pteromys)
- Rauchgraues Gleithörnchen (Pteromyscus)
- Komplexzahn-Gleithörnchen (Trogopterus)

Das folgende, Mitte 2021 veröffentlichte Kladogramm stellt die Beziehungen zwischen den Gattungen dar und zeigt, dass sich die Gattungen in zwei Untertriben zusammenfassen lassen. Es wurde durch den Vergleich von Kern- und mitochondrialer DNA errechnet.
|  | Felsgleithörnchen (Eupetaurus)                                                       |
|  |                                                                                      |
|  | \| \| Biswamoyopterus \| \| \| \| \| \| Schwarze Gleithörnchen (Aeromys) \| \| \| \| |
|  |                                                                                      |
|  | Biswamoyopterus                                                                      |
|  |                                                                                      |
|  | Schwarze Gleithörnchen (Aeromys)                                                     |
|  |                                                                                      |

|  | Biswamoyopterus                  |
|  |                                  |
|  | Schwarze Gleithörnchen (Aeromys) |
|  |                                  |

|  | Rauchgraues Gleithörnchen (Pteromyscus)                                                                     |
|  | |
|  | \| \| Haarfuß-Gleithörnchen (Belomys) \| \| \| \| \| \| Komplexzahn-Gleithörnchen (Trogopterus) \| \| \| \| |
|  | |
|  | Haarfuß-Gleithörnchen (Belomys)                                                                             |
|  | |
|  | Komplexzahn-Gleithörnchen (Trogopterus)                                                                     |
|  | |

|  | Haarfuß-Gleithörnchen (Belomys)         |
|  |                                         |
|  | Komplexzahn-Gleithörnchen (Trogopterus) |
|  |                                         |

|  | Felsgleithörnchen (Eupetaurus)                                                       |
|  |                                                                                      |
|  | \| \| Biswamoyopterus \| \| \| \| \| \| Schwarze Gleithörnchen (Aeromys) \| \| \| \| |
|  |                                                                                      |
|  | Biswamoyopterus                                                                      |
|  |                                                                                      |
|  | Schwarze Gleithörnchen (Aeromys)                                                     |
|  |                                                                                      |

|  | Biswamoyopterus                  |
|  |                                  |
|  | Schwarze Gleithörnchen (Aeromys) |
|  |                                  |

|  | Rauchgraues Gleithörnchen (Pteromyscus)                                                                     |
|  | |
|  | \| \| Haarfuß-Gleithörnchen (Belomys) \| \| \| \| \| \| Komplexzahn-Gleithörnchen (Trogopterus) \| \| \| \| |
|  | |
|  | Haarfuß-Gleithörnchen (Belomys)                                                                             |
|  | |
|  | Komplexzahn-Gleithörnchen (Trogopterus)                                                                     |
|  | |

|  | Haarfuß-Gleithörnchen (Belomys)         |
|  |                                         |
|  | Komplexzahn-Gleithörnchen (Trogopterus) |
|  |                                         |

|  | Felsgleithörnchen (Eupetaurus)                                                       |
|  |                                                                                      |
|  | \| \| Biswamoyopterus \| \| \| \| \| \| Schwarze Gleithörnchen (Aeromys) \| \| \| \| |
|  |                                                                                      |
|  | Biswamoyopterus                                                                      |
|  |                                                                                      |
|  | Schwarze Gleithörnchen (Aeromys)                                                     |
|  |                                                                                      |

|  | Biswamoyopterus                  |
|  |                                  |
|  | Schwarze Gleithörnchen (Aeromys) |
|  |                                  |

|  | Rauchgraues Gleithörnchen (Pteromyscus)                                                                     |
|  | |
|  | \| \| Haarfuß-Gleithörnchen (Belomys) \| \| \| \| \| \| Komplexzahn-Gleithörnchen (Trogopterus) \| \| \| \| |
|  | |
|  | Haarfuß-Gleithörnchen (Belomys)                                                                             |
|  | |
|  | Komplexzahn-Gleithörnchen (Trogopterus)                                                                     |
|  | |

|  | Haarfuß-Gleithörnchen (Belomys)         |
|  |                                         |
|  | Komplexzahn-Gleithörnchen (Trogopterus) |
|  |                                         |

|  | Felsgleithörnchen (Eupetaurus)                                                       |
|  |                                                                                      |
|  | \| \| Biswamoyopterus \| \| \| \| \| \| Schwarze Gleithörnchen (Aeromys) \| \| \| \| |
|  |                                                                                      |
|  | Biswamoyopterus                                                                      |
|  |                                                                                      |
|  | Schwarze Gleithörnchen (Aeromys)                                                     |
|  |                                                                                      |

|  | Biswamoyopterus                  |
|  |                                  |
|  | Schwarze Gleithörnchen (Aeromys) |
|  |                                  |

|  | Rauchgraues Gleithörnchen (Pteromyscus)                                                                     |
|  | |
|  | \| \| Haarfuß-Gleithörnchen (Belomys) \| \| \| \| \| \| Komplexzahn-Gleithörnchen (Trogopterus) \| \| \| \| |
|  | |
|  | Haarfuß-Gleithörnchen (Belomys)                                                                             |
|  | |
|  | Komplexzahn-Gleithörnchen (Trogopterus)                                                                     |
|  | |

|  | Haarfuß-Gleithörnchen (Belomys)         |
|  |                                         |
|  | Komplexzahn-Gleithörnchen (Trogopterus) |
|  |                                         |

|  | Felsgleithörnchen (Eupetaurus)                                                       |
|  |                                                                                      |
|  | \| \| Biswamoyopterus \| \| \| \| \| \| Schwarze Gleithörnchen (Aeromys) \| \| \| \| |
|  |                                                                                      |
|  | Biswamoyopterus                                                                      |
|  |                                                                                      |
|  | Schwarze Gleithörnchen (Aeromys)                                                     |
|  |                                                                                      |

|  | Biswamoyopterus                  |
|  |                                  |
|  | Schwarze Gleithörnchen (Aeromys) |
|  |                                  |

|  | Rauchgraues Gleithörnchen (Pteromyscus)                                                                     |
|  | |
|  | \| \| Haarfuß-Gleithörnchen (Belomys) \| \| \| \| \| \| Komplexzahn-Gleithörnchen (Trogopterus) \| \| \| \| |
|  | |
|  | Haarfuß-Gleithörnchen (Belomys)                                                                             |
|  | |
|  | Komplexzahn-Gleithörnchen (Trogopterus)                                                                     |
|  | |

|  | Haarfuß-Gleithörnchen (Belomys)         |
|  |                                         |
|  | Komplexzahn-Gleithörnchen (Trogopterus) |
|  |                                         |

|  | Felsgleithörnchen (Eupetaurus)                                                       |
|  |                                                                                      |
|  | \| \| Biswamoyopterus \| \| \| \| \| \| Schwarze Gleithörnchen (Aeromys) \| \| \| \| |
|  |                                                                                      |
|  | Biswamoyopterus                                                                      |
|  |                                                                                      |
|  | Schwarze Gleithörnchen (Aeromys)                                                     |
|  |                                                                                      |

|  | Biswamoyopterus                  |
|  |                                  |
|  | Schwarze Gleithörnchen (Aeromys) |
|  |                                  |

|  | Rauchgraues Gleithörnchen (Pteromyscus)                                                                     |
|  | |
|  | \| \| Haarfuß-Gleithörnchen (Belomys) \| \| \| \| \| \| Komplexzahn-Gleithörnchen (Trogopterus) \| \| \| \| |
|  | |
|  | Haarfuß-Gleithörnchen (Belomys)                                                                             |
|  | |
|  | Komplexzahn-Gleithörnchen (Trogopterus)                                                                     |
|  | |

|  | Haarfuß-Gleithörnchen (Belomys)         |
|  |                                         |
|  | Komplexzahn-Gleithörnchen (Trogopterus) |
|  |                                         |

|  | Felsgleithörnchen (Eupetaurus)                                                       |
|  |                                                                                      |
|  | \| \| Biswamoyopterus \| \| \| \| \| \| Schwarze Gleithörnchen (Aeromys) \| \| \| \| |
|  |                                                                                      |
|  | Biswamoyopterus                                                                      |
|  |                                                                                      |
|  | Schwarze Gleithörnchen (Aeromys)                                                     |
|  |                                                                                      |

|  | Biswamoyopterus                  |
|  |                                  |
|  | Schwarze Gleithörnchen (Aeromys) |
|  |                                  |

|  | Rauchgraues Gleithörnchen (Pteromyscus)                                                                     |
|  | |
|  | \| \| Haarfuß-Gleithörnchen (Belomys) \| \| \| \| \| \| Komplexzahn-Gleithörnchen (Trogopterus) \| \| \| \| |
|  | |
|  | Haarfuß-Gleithörnchen (Belomys)                                                                             |
|  | |
|  | Komplexzahn-Gleithörnchen (Trogopterus)                                                                     |
|  | |

|  | Haarfuß-Gleithörnchen (Belomys)         |
|  |                                         |
|  | Komplexzahn-Gleithörnchen (Trogopterus) |
|  |                                         |

|  | Felsgleithörnchen (Eupetaurus)                                                       |
|  |                                                                                      |
|  | \| \| Biswamoyopterus \| \| \| \| \| \| Schwarze Gleithörnchen (Aeromys) \| \| \| \| |
|  |                                                                                      |
|  | Biswamoyopterus                                                                      |
|  |                                                                                      |
|  | Schwarze Gleithörnchen (Aeromys)                                                     |
|  |                                                                                      |

|  | Biswamoyopterus                  |
|  |                                  |
|  | Schwarze Gleithörnchen (Aeromys) |
|  |                                  |

|  | Rauchgraues Gleithörnchen (Pteromyscus)                                                                     |
|  | |
|  | \| \| Haarfuß-Gleithörnchen (Belomys) \| \| \| \| \| \| Komplexzahn-Gleithörnchen (Trogopterus) \| \| \| \| |
|  | |
|  | Haarfuß-Gleithörnchen (Belomys)                                                                             |
|  | |
|  | Komplexzahn-Gleithörnchen (Trogopterus)                                                                     |
|  | |

|  | Haarfuß-Gleithörnchen (Belomys)         |
|  |                                         |
|  | Komplexzahn-Gleithörnchen (Trogopterus) |
|  |                                         |

|  | \| \| Pfeilschwanz-Gleithörnchen (Hylopetes) \| \| \| \| \| \| Kleinstgleithörnchen (Petaurillus) \| \| \| \| |
|  | |
|  | Zwerggleithörnchen (Petinomys)                                                                                |
|  | |
|  | Pfeilschwanz-Gleithörnchen (Hylopetes)                                                                        |
|  | |
|  | Kleinstgleithörnchen (Petaurillus)                                                                            |
|  | |

|  | Pfeilschwanz-Gleithörnchen (Hylopetes) |
|  |                                        |
|  | Kleinstgleithörnchen (Petaurillus)     |
|  |                                        |

|  | \| \| Pfeilschwanz-Gleithörnchen (Hylopetes) \| \| \| \| \| \| Kleinstgleithörnchen (Petaurillus) \| \| \| \| |
|  | |
|  | Zwerggleithörnchen (Petinomys)                                                                                |
|  | |
|  | Pfeilschwanz-Gleithörnchen (Hylopetes)                                                                        |
|  | |
|  | Kleinstgleithörnchen (Petaurillus)                                                                            |
|  | |

|  | Pfeilschwanz-Gleithörnchen (Hylopetes) |
|  |                                        |
|  | Kleinstgleithörnchen (Petaurillus)     |
|  |                                        |

|  | \| \| Pfeilschwanz-Gleithörnchen (Hylopetes) \| \| \| \| \| \| Kleinstgleithörnchen (Petaurillus) \| \| \| \| |
|  | |
|  | Zwerggleithörnchen (Petinomys)                                                                                |
|  | |
|  | Pfeilschwanz-Gleithörnchen (Hylopetes)                                                                        |
|  | |
|  | Kleinstgleithörnchen (Petaurillus)                                                                            |
|  | |

|  | Pfeilschwanz-Gleithörnchen (Hylopetes) |
|  |                                        |
|  | Kleinstgleithörnchen (Petaurillus)     |
|  |                                        |

|  | \| \| Pfeilschwanz-Gleithörnchen (Hylopetes) \| \| \| \| \| \| Kleinstgleithörnchen (Petaurillus) \| \| \| \| |
|  | |
|  | Zwerggleithörnchen (Petinomys)                                                                                |
|  | |
|  | Pfeilschwanz-Gleithörnchen (Hylopetes)                                                                        |
|  | |
|  | Kleinstgleithörnchen (Petaurillus)                                                                            |
|  | |

|  | Pfeilschwanz-Gleithörnchen (Hylopetes) |
|  |                                        |
|  | Kleinstgleithörnchen (Petaurillus)     |
|  |                                        |

|  | \| \| Pfeilschwanz-Gleithörnchen (Hylopetes) \| \| \| \| \| \| Kleinstgleithörnchen (Petaurillus) \| \| \| \| |
|  | |
|  | Zwerggleithörnchen (Petinomys)                                                                                |
|  | |
|  | Pfeilschwanz-Gleithörnchen (Hylopetes)                                                                        |
|  | |
|  | Kleinstgleithörnchen (Petaurillus)                                                                            |
|  | |

|  | Pfeilschwanz-Gleithörnchen (Hylopetes) |
|  |                                        |
|  | Kleinstgleithörnchen (Petaurillus)     |
|  |                                        |

|  | \| \| Pfeilschwanz-Gleithörnchen (Hylopetes) \| \| \| \| \| \| Kleinstgleithörnchen (Petaurillus) \| \| \| \| |
|  | |
|  | Zwerggleithörnchen (Petinomys)                                                                                |
|  | |
|  | Pfeilschwanz-Gleithörnchen (Hylopetes)                                                                        |
|  | |
|  | Kleinstgleithörnchen (Petaurillus)                                                                            |
|  | |

|  | Pfeilschwanz-Gleithörnchen (Hylopetes) |
|  |                                        |
|  | Kleinstgleithörnchen (Petaurillus)     |
|  |                                        |

|  | \| \| Pfeilschwanz-Gleithörnchen (Hylopetes) \| \| \| \| \| \| Kleinstgleithörnchen (Petaurillus) \| \| \| \| |
|  | |
|  | Zwerggleithörnchen (Petinomys)                                                                                |
|  | |
|  | Pfeilschwanz-Gleithörnchen (Hylopetes)                                                                        |
|  | |
|  | Kleinstgleithörnchen (Petaurillus)                                                                            |
|  | |

|  | Pfeilschwanz-Gleithörnchen (Hylopetes) |
|  |                                        |
|  | Kleinstgleithörnchen (Petaurillus)     |
|  |                                        |

|  | \| \| Pfeilschwanz-Gleithörnchen (Hylopetes) \| \| \| \| \| \| Kleinstgleithörnchen (Petaurillus) \| \| \| \| |
|  | |
|  | Zwerggleithörnchen (Petinomys)                                                                                |
|  | |
|  | Pfeilschwanz-Gleithörnchen (Hylopetes)                                                                        |
|  | |
|  | Kleinstgleithörnchen (Petaurillus)                                                                            |
|  | |

|  | Pfeilschwanz-Gleithörnchen (Hylopetes) |
|  |                                        |
|  | Kleinstgleithörnchen (Petaurillus)     |
|  |                                        |

|  | Felsgleithörnchen (Eupetaurus)                                                       |
|  |                                                                                      |
|  | \| \| Biswamoyopterus \| \| \| \| \| \| Schwarze Gleithörnchen (Aeromys) \| \| \| \| |
|  |                                                                                      |
|  | Biswamoyopterus                                                                      |
|  |                                                                                      |
|  | Schwarze Gleithörnchen (Aeromys)                                                     |
|  |                                                                                      |

|  | Biswamoyopterus                  |
|  |                                  |
|  | Schwarze Gleithörnchen (Aeromys) |
|  |                                  |

|  | Rauchgraues Gleithörnchen (Pteromyscus)                                                                     |
|  | |
|  | \| \| Haarfuß-Gleithörnchen (Belomys) \| \| \| \| \| \| Komplexzahn-Gleithörnchen (Trogopterus) \| \| \| \| |
|  | |
|  | Haarfuß-Gleithörnchen (Belomys)                                                                             |
|  | |
|  | Komplexzahn-Gleithörnchen (Trogopterus)                                                                     |
|  | |

|  | Haarfuß-Gleithörnchen (Belomys)         |
|  |                                         |
|  | Komplexzahn-Gleithörnchen (Trogopterus) |
|  |                                         |

|  | Felsgleithörnchen (Eupetaurus)                                                       |
|  |                                                                                      |
|  | \| \| Biswamoyopterus \| \| \| \| \| \| Schwarze Gleithörnchen (Aeromys) \| \| \| \| |
|  |                                                                                      |
|  | Biswamoyopterus                                                                      |
|  |                                                                                      |
|  | Schwarze Gleithörnchen (Aeromys)                                                     |
|  |                                                                                      |

|  | Biswamoyopterus                  |
|  |                                  |
|  | Schwarze Gleithörnchen (Aeromys) |
|  |                                  |

|  | Rauchgraues Gleithörnchen (Pteromyscus)                                                                     |
|  | |
|  | \| \| Haarfuß-Gleithörnchen (Belomys) \| \| \| \| \| \| Komplexzahn-Gleithörnchen (Trogopterus) \| \| \| \| |
|  | |
|  | Haarfuß-Gleithörnchen (Belomys)                                                                             |
|  | |
|  | Komplexzahn-Gleithörnchen (Trogopterus)                                                                     |
|  | |

|  | Haarfuß-Gleithörnchen (Belomys)         |
|  |                                         |
|  | Komplexzahn-Gleithörnchen (Trogopterus) |
|  |                                         |

|  | Felsgleithörnchen (Eupetaurus)                                                       |
|  |                                                                                      |
|  | \| \| Biswamoyopterus \| \| \| \| \| \| Schwarze Gleithörnchen (Aeromys) \| \| \| \| |
|  |                                                                                      |
|  | Biswamoyopterus                                                                      |
|  |                                                                                      |
|  | Schwarze Gleithörnchen (Aeromys)                                                     |
|  |                                                                                      |

|  | Biswamoyopterus                  |
|  |                                  |
|  | Schwarze Gleithörnchen (Aeromys) |
|  |                                  |

|  | Rauchgraues Gleithörnchen (Pteromyscus)                                                                     |
|  | |
|  | \| \| Haarfuß-Gleithörnchen (Belomys) \| \| \| \| \| \| Komplexzahn-Gleithörnchen (Trogopterus) \| \| \| \| |
|  | |
|  | Haarfuß-Gleithörnchen (Belomys)                                                                             |
|  | |
|  | Komplexzahn-Gleithörnchen (Trogopterus)                                                                     |
|  | |

|  | Haarfuß-Gleithörnchen (Belomys)         |
|  |                                         |
|  | Komplexzahn-Gleithörnchen (Trogopterus) |
|  |                                         |

|  | Felsgleithörnchen (Eupetaurus)                                                       |
|  |                                                                                      |
|  | \| \| Biswamoyopterus \| \| \| \| \| \| Schwarze Gleithörnchen (Aeromys) \| \| \| \| |
|  |                                                                                      |
|  | Biswamoyopterus                                                                      |
|  |                                                                                      |
|  | Schwarze Gleithörnchen (Aeromys)                                                     |
|  |                                                                                      |

|  | Biswamoyopterus                  |
|  |                                  |
|  | Schwarze Gleithörnchen (Aeromys) |
|  |                                  |

|  | Rauchgraues Gleithörnchen (Pteromyscus)                                                                     |
|  | |
|  | \| \| Haarfuß-Gleithörnchen (Belomys) \| \| \| \| \| \| Komplexzahn-Gleithörnchen (Trogopterus) \| \| \| \| |
|  | |
|  | Haarfuß-Gleithörnchen (Belomys)                                                                             |
|  | |
|  | Komplexzahn-Gleithörnchen (Trogopterus)                                                                     |
|  | |

|  | Haarfuß-Gleithörnchen (Belomys)         |
|  |                                         |
|  | Komplexzahn-Gleithörnchen (Trogopterus) |
|  |                                         |

|  | Felsgleithörnchen (Eupetaurus)                                                       |
|  |                                                                                      |
|  | \| \| Biswamoyopterus \| \| \| \| \| \| Schwarze Gleithörnchen (Aeromys) \| \| \| \| |
|  |                                                                                      |
|  | Biswamoyopterus                                                                      |
|  |                                                                                      |
|  | Schwarze Gleithörnchen (Aeromys)                                                     |
|  |                                                                                      |

|  | Biswamoyopterus                  |
|  |                                  |
|  | Schwarze Gleithörnchen (Aeromys) |
|  |                                  |

|  | Rauchgraues Gleithörnchen (Pteromyscus)                                                                     |
|  | |
|  | \| \| Haarfuß-Gleithörnchen (Belomys) \| \| \| \| \| \| Komplexzahn-Gleithörnchen (Trogopterus) \| \| \| \| |
|  | |
|  | Haarfuß-Gleithörnchen (Belomys)                                                                             |
|  | |
|  | Komplexzahn-Gleithörnchen (Trogopterus)                                                                     |
|  | |

|  | Haarfuß-Gleithörnchen (Belomys)         |
|  |                                         |
|  | Komplexzahn-Gleithörnchen (Trogopterus) |
|  |                                         |

|  | Felsgleithörnchen (Eupetaurus)                                                       |
|  |                                                                                      |
|  | \| \| Biswamoyopterus \| \| \| \| \| \| Schwarze Gleithörnchen (Aeromys) \| \| \| \| |
|  |                                                                                      |
|  | Biswamoyopterus                                                                      |
|  |                                                                                      |
|  | Schwarze Gleithörnchen (Aeromys)                                                     |
|  |                                                                                      |

|  | Biswamoyopterus                  |
|  |                                  |
|  | Schwarze Gleithörnchen (Aeromys) |
|  |                                  |

|  | Rauchgraues Gleithörnchen (Pteromyscus)                                                                     |
|  | |
|  | \| \| Haarfuß-Gleithörnchen (Belomys) \| \| \| \| \| \| Komplexzahn-Gleithörnchen (Trogopterus) \| \| \| \| |
|  | |
|  | Haarfuß-Gleithörnchen (Belomys)                                                                             |
|  | |
|  | Komplexzahn-Gleithörnchen (Trogopterus)                                                                     |
|  | |

|  | Haarfuß-Gleithörnchen (Belomys)         |
|  |                                         |
|  | Komplexzahn-Gleithörnchen (Trogopterus) |
|  |                                         |

|  | Felsgleithörnchen (Eupetaurus)                                                       |
|  |                                                                                      |
|  | \| \| Biswamoyopterus \| \| \| \| \| \| Schwarze Gleithörnchen (Aeromys) \| \| \| \| |
|  |                                                                                      |
|  | Biswamoyopterus                                                                      |
|  |                                                                                      |
|  | Schwarze Gleithörnchen (Aeromys)                                                     |
|  |                                                                                      |

|  | Biswamoyopterus                  |
|  |                                  |
|  | Schwarze Gleithörnchen (Aeromys) |
|  |                                  |

|  | Rauchgraues Gleithörnchen (Pteromyscus)                                                                     |
|  | |
|  | \| \| Haarfuß-Gleithörnchen (Belomys) \| \| \| \| \| \| Komplexzahn-Gleithörnchen (Trogopterus) \| \| \| \| |
|  | |
|  | Haarfuß-Gleithörnchen (Belomys)                                                                             |
|  | |
|  | Komplexzahn-Gleithörnchen (Trogopterus)                                                                     |
|  | |

|  | Haarfuß-Gleithörnchen (Belomys)         |
|  |                                         |
|  | Komplexzahn-Gleithörnchen (Trogopterus) |
|  |                                         |

|  | Felsgleithörnchen (Eupetaurus)                                                       |
|  |                                                                                      |
|  | \| \| Biswamoyopterus \| \| \| \| \| \| Schwarze Gleithörnchen (Aeromys) \| \| \| \| |
|  |                                                                                      |
|  | Biswamoyopterus                                                                      |
|  |                                                                                      |
|  | Schwarze Gleithörnchen (Aeromys)                                                     |
|  |                                                                                      |

|  | Biswamoyopterus                  |
|  |                                  |
|  | Schwarze Gleithörnchen (Aeromys) |
|  |                                  |

|  | Rauchgraues Gleithörnchen (Pteromyscus)                                                                     |
|  | |
|  | \| \| Haarfuß-Gleithörnchen (Belomys) \| \| \| \| \| \| Komplexzahn-Gleithörnchen (Trogopterus) \| \| \| \| |
|  | |
|  | Haarfuß-Gleithörnchen (Belomys)                                                                             |
|  | |
|  | Komplexzahn-Gleithörnchen (Trogopterus)                                                                     |
|  | |

|  | Haarfuß-Gleithörnchen (Belomys)         |
|  |                                         |
|  | Komplexzahn-Gleithörnchen (Trogopterus) |
|  |                                         |

|  | \| \| Pfeilschwanz-Gleithörnchen (Hylopetes) \| \| \| \| \| \| Kleinstgleithörnchen (Petaurillus) \| \| \| \| |
|  | |
|  | Zwerggleithörnchen (Petinomys)                                                                                |
|  | |
|  | Pfeilschwanz-Gleithörnchen (Hylopetes)                                                                        |
|  | |
|  | Kleinstgleithörnchen (Petaurillus)                                                                            |
|  | |

|  | Pfeilschwanz-Gleithörnchen (Hylopetes) |
|  |                                        |
|  | Kleinstgleithörnchen (Petaurillus)     |
|  |                                        |

|  | \| \| Pfeilschwanz-Gleithörnchen (Hylopetes) \| \| \| \| \| \| Kleinstgleithörnchen (Petaurillus) \| \| \| \| |
|  | |
|  | Zwerggleithörnchen (Petinomys)                                                                                |
|  | |
|  | Pfeilschwanz-Gleithörnchen (Hylopetes)                                                                        |
|  | |
|  | Kleinstgleithörnchen (Petaurillus)                                                                            |
|  | |

|  | Pfeilschwanz-Gleithörnchen (Hylopetes) |
|  |                                        |
|  | Kleinstgleithörnchen (Petaurillus)     |
|  |                                        |

|  | \| \| Pfeilschwanz-Gleithörnchen (Hylopetes) \| \| \| \| \| \| Kleinstgleithörnchen (Petaurillus) \| \| \| \| |
|  | |
|  | Zwerggleithörnchen (Petinomys)                                                                                |
|  | |
|  | Pfeilschwanz-Gleithörnchen (Hylopetes)                                                                        |
|  | |
|  | Kleinstgleithörnchen (Petaurillus)                                                                            |
|  | |

|  | Pfeilschwanz-Gleithörnchen (Hylopetes) |
|  |                                        |
|  | Kleinstgleithörnchen (Petaurillus)     |
|  |                                        |

|  | \| \| Pfeilschwanz-Gleithörnchen (Hylopetes) \| \| \| \| \| \| Kleinstgleithörnchen (Petaurillus) \| \| \| \| |
|  | |
|  | Zwerggleithörnchen (Petinomys)                                                                                |
|  | |
|  | Pfeilschwanz-Gleithörnchen (Hylopetes)                                                                        |
|  | |
|  | Kleinstgleithörnchen (Petaurillus)                                                                            |
|  | |

|  | Pfeilschwanz-Gleithörnchen (Hylopetes) |
|  |                                        |
|  | Kleinstgleithörnchen (Petaurillus)     |
|  |                                        |

|  | \| \| Pfeilschwanz-Gleithörnchen (Hylopetes) \| \| \| \| \| \| Kleinstgleithörnchen (Petaurillus) \| \| \| \| |
|  | |
|  | Zwerggleithörnchen (Petinomys)                                                                                |
|  | |
|  | Pfeilschwanz-Gleithörnchen (Hylopetes)                                                                        |
|  | |
|  | Kleinstgleithörnchen (Petaurillus)                                                                            |
|  | |

|  | Pfeilschwanz-Gleithörnchen (Hylopetes) |
|  |                                        |
|  | Kleinstgleithörnchen (Petaurillus)     |
|  |                                        |

|  | \| \| Pfeilschwanz-Gleithörnchen (Hylopetes) \| \| \| \| \| \| Kleinstgleithörnchen (Petaurillus) \| \| \| \| |
|  | |
|  | Zwerggleithörnchen (Petinomys)                                                                                |
|  | |
|  | Pfeilschwanz-Gleithörnchen (Hylopetes)                                                                        |
|  | |
|  | Kleinstgleithörnchen (Petaurillus)                                                                            |
|  | |

|  | Pfeilschwanz-Gleithörnchen (Hylopetes) |
|  |                                        |
|  | Kleinstgleithörnchen (Petaurillus)     |
|  |                                        |

|  | \| \| Pfeilschwanz-Gleithörnchen (Hylopetes) \| \| \| \| \| \| Kleinstgleithörnchen (Petaurillus) \| \| \| \| |
|  | |
|  | Zwerggleithörnchen (Petinomys)                                                                                |
|  | |
|  | Pfeilschwanz-Gleithörnchen (Hylopetes)                                                                        |
|  | |
|  | Kleinstgleithörnchen (Petaurillus)                                                                            |
|  | |

|  | Pfeilschwanz-Gleithörnchen (Hylopetes) |
|  |                                        |
|  | Kleinstgleithörnchen (Petaurillus)     |
|  |                                        |

|  | \| \| Pfeilschwanz-Gleithörnchen (Hylopetes) \| \| \| \| \| \| Kleinstgleithörnchen (Petaurillus) \| \| \| \| |
|  | |
|  | Zwerggleithörnchen (Petinomys)                                                                                |
|  | |
|  | Pfeilschwanz-Gleithörnchen (Hylopetes)                                                                        |
|  | |
|  | Kleinstgleithörnchen (Petaurillus)                                                                            |
|  | |

|  | Pfeilschwanz-Gleithörnchen (Hylopetes) |
|  |                                        |
|  | Kleinstgleithörnchen (Petaurillus)     |
|  |                                        |

Die Gattung Aeretes wurde in die Untersuchungen nicht einbezogen, sodass ihre Stellung in diesem System unklar ist.

## Fossilgeschichte
Vor allem aus dem Oligozän und dem Miozän Europas sind zahlreiche Arten und Gattungen von Gleithörnchen überliefert. Anders als bei den Baum- und Erdhörnchen gibt es keine fossilen und rezenten Arten der Gleithörnchen aus Südamerika und Afrika.
Die älteste fossile Gleithörnchen-Gattung Oligopetes lebte bereits im frühen Oligozän in Europa. Allerdings wurde dieser Fund nur aufgrund dentaler Merkmale den Gleithörnchen zugeordnet, so dass manche Paläontologen anzweifeln, ob es sich tatsächlich um ein echtes Gleithörnchen gehandelt hat. Zweifelsfrei belegt sind Gleithörnchen seit dem Miozän aus Eurasien und Nordamerika. Ausgestorbene und fossil dokumentierte Gattungen der Gleithörnchen sind:
- Petauristodon, Miozän, Nordamerika
- Miopetaurista, Miozän bis Pliozän, Nordamerika und Eurasien
- Aliveria, Miozän, Europa
- Shuanggouia, Miozän, Asien
- Blackia, Miozän bis Pliozän, Europa und Nordamerika
- Forsythia, Miozän, Europa
- Albanensis, Miozän, Eurasien
- Meinia, Miozän, Asien
- Pliopetaurista, Miozän bis Pleistozän, Eurasien
- Pliosciuropterus, Miozän bis Pliozän, Europa
- Parapetaurista, Miozän, Asien
- Petauria, Pleistozän, Europa

Daneben sind auch manche der rezenten Gattungen fossil nachgewiesen. Die älteste der heute lebenden Gattungen scheint Hylopetes zu sein, die seit dem Miozän in Asien nachgewiesen ist. Die Gattung der Echten Gleithörnchen (Pteromys) ist fossil seit dem Pliozän bekannt.

## Nomenklatur
Der gültige wissenschaftliche Name der Gleithörnchen ist Pteromyini. Gelegentlich trifft man auch auf die Bezeichnung Petauristinae. Diese wurde in den 1940ern geprägt, als man Pteromys für ein Synonym von Petaurista hielt und so folgerichtig die ganze Gruppe umbenannte. Inzwischen besteht kein Zweifel mehr an der Gültigkeit des Namens Pteromys, so dass der von Johann Friedrich von Brandt geprägte Name Pteromyini verwendet werden sollte.

## Belege
1. 1 2  Scott J. Steppan, Brian L. Storz, Robert S. Hoffmann: Nuclear DNA phylogeny of the squirrels (Mammalia: Rodentia) and the evolution of arboreality from c-myc and RAG1. In: Molecular Phylogenetics and Evolution. Bd. 30, Nr. 3, 2004, ISSN 1095-9513, S. 703–719, doi:10.1016/S1055-7903(03)00204-5.
2. ↑  Carl von Linné: Systema naturae. 10. Auflage, 1758; Band 1, S. 60, 63–64 (Digitalisat).
3. 1 2 3  Richard W. Thorington Jr, Dian Pitassy, Sharon A. Jansa: Phylogenies of Flying Squirrels (Pteromyinae). In: Journal of Mammalian Evolution. Bd. 9, Nr. 1/2, 2002, S. 99–135, doi:10.1023/A:1021335912016.
4. 1 2  Arthur Holmes Howell: Description of a new genus and seven new races of flying squirrels. Proceedings of the Biological Society of Washington 28, 1915; S. 109–114. (Digitalisat)
5. ↑  Reginald Innes Pocock: The classification of the Sciuridae. Proceedings of the Zoological Society of London 1923; S. 209–246.
6. ↑  Subhendu Sekhar Saha: A new Genus and a new species of flying squirrel (Mammalia: Rodentia: Sciuridae) from northeastern India, Bulletin of the Zoological Survey of India 4, 1981. (PDF)
7. 1 2  Richard W. Thorington Jr., John L. Koprowski, Michael A. Steele: Squirrels of the World. Johns Hopkins University Press, Baltimore MD 2012. ISBN 978-1-4214-0469-1
8. 1 2  J.L. Koprowski, E.A. Goldstein, K.R. Bennett, C. Pereira Mendes: Family Sciuridae (Tree, Flying, and Ground Squirrels, Chipmunks, Marmots and Prairie Dogs). In: Don E. Wilson, T.E. Lacher, Jr., Russell A. Mittermeier (Hrsg.): Handbook of the Mammals of the World: Lagomorphs and Rodents 1. (HMW, Band 6) Lynx Edicions, Barcelona 2016, ISBN 978-84-941892-3-4, S. 648–837.
9. ↑  Quan Li, Xue-You Li, Stephen M. Jackson, Fei Li, Ming Jiang, Wei Zhao, Wen-Yu Song, Xue-Long Jiang: Discovery and description of a mysterious Asian flying squirrel (Rodentia, Sciuridae, Biswamoyopterus) from Mount Gaoligong, southwest China. ZooKeys 864, 2019; S. 147–160. doi:10.3897/zookeys.864.33678.
10. ↑  Sergei V. Kruskop, Alexei V Abramov, Vladimir S Lebedev u. Anna Andreevna Bannikova: Uncertainties in Systematics of Flying Squirrels (Pteromyini, Rodentia): Implications from a New Record from Vietnam. Juli 2022, Diversity 14(8):610, DOI:10.3390/d14080610
11. ↑  Stephen M Jackson, Quan Li, Tao Wan, Xue-You Li, Fa-Hong Yu, Ge Gao, Li-Kun He, Kristofer M Helgen, Xue-Long Jiang: Across the great divide: revision of the genus Eupetaurus (Sciuridae: Pteromyini), the woolly flying squirrels of the Himalayan region, with the description of two new species. In: Zoological Journal of the Linnean Society. 31. Mai 2021, ISSN 0024-4082, S. zlab018, doi:10.1093/zoolinnean/zlab018 (oup.com [abgerufen am 4. Juni 2021]).